# Matteo Trentin

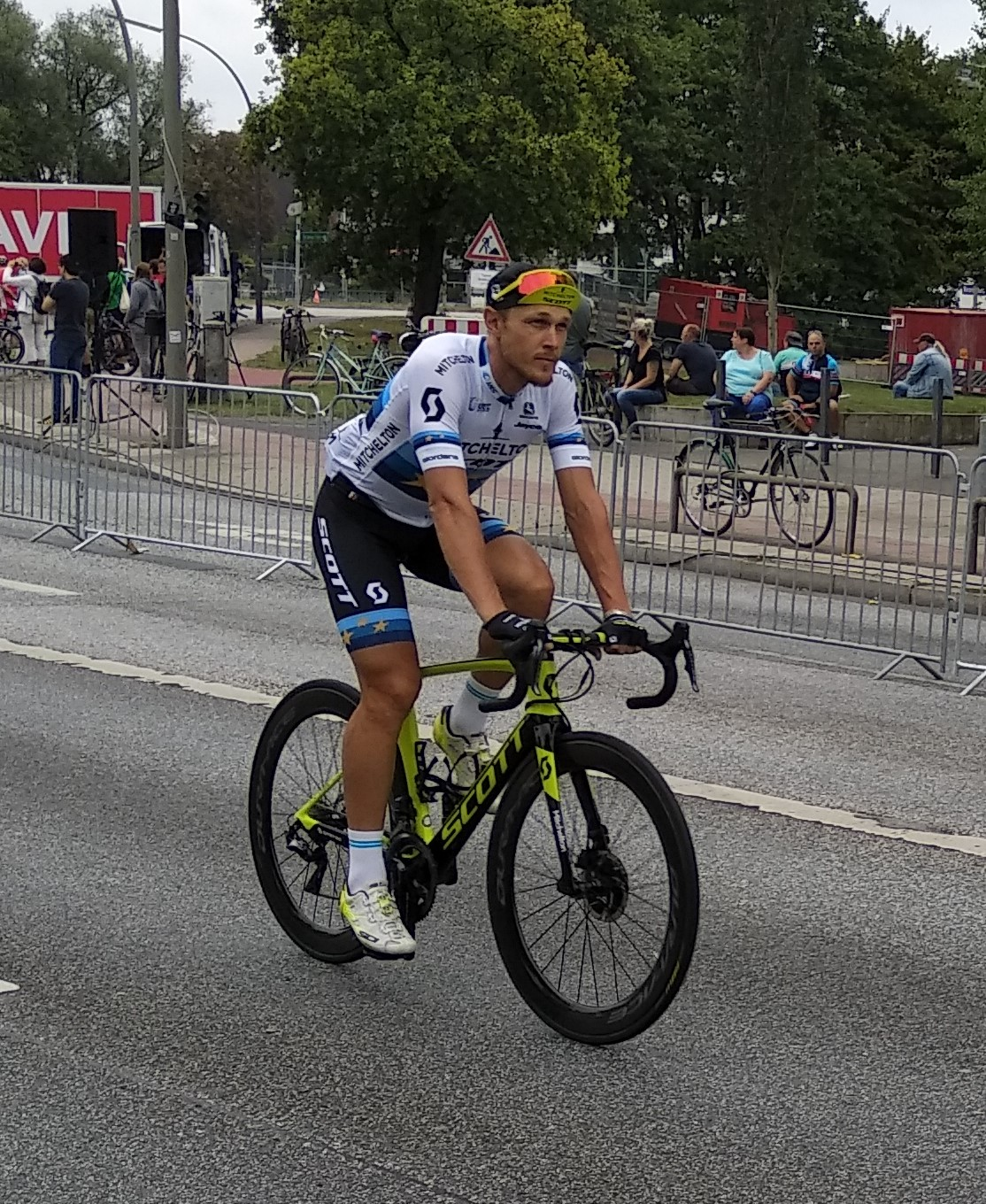
Trentin vor dem Start der EuroEyes Cyclassics 2018 in Hamburg

Matteo Trentin (* 2. August 1989 in Borgo Valsugana) ist ein italienischer Radrennfahrer.

## Karriere
Matteo Trentin wurde 2007 italienischer Juniorenmeister im Cyclocross. Im selben Jahr wurde er zwei Monate wegen Dopings mit Salbutamol suspendiert. 2010 startete er bei den Cyclocross-Weltmeisterschaften in Tábor im U23-Rennen, wo er den neunten Platz belegte.
Als U23-Fahrer gewann Trentin 2010 eine Etappe des Giro della Regione Friuli Venezia Giulia und 2011 den Gran Premio della Liberazione sowie die Trofeo Alcide Degasperi. Außerdem wurde er 2011 italienischer U23-Straßenmeister.
Zum Ende der Saison 2011 erhielt Trentin einen regulären Vertrag beim UCI ProTeam Omega Pharma-Quickstep und entwickelte sich zu einem wichtigen Helfer, vor allem in den Klassikern.
Trentin gelangen jedoch auch bedeutende individuelle Erfolge: Er gewann die 14. Etappe der Tour de France 2013 und die 7. Etappe der Tour de France 2014, jeweils im Sprint einer Ausreißergruppe bzw. des Vorderfeld. Im Zweiersprint gegen Tosh Van der Sande gewann er 2015 den Klassiker Paris-Tours mit der neuen Rekord-Durchschnittsgeschwindigkeit von 49,6 km/h. Beim Giro d’Italia 2016 gewann er die 18. Etappe im Sprint gegen Moreno Moser, nachdem er zu diesem und seinem Teamkollegen Gianluca Brambilla nach einer Abfahrt aufschließen konnte – auch weil Brambilla die Führungsarbeit verweigerte.
Bei der Vuelta 2017 gewann Trentin die 4. Etappe von Escaldes-Engordany nach Tarragona im Massensprint, die bergige 10. Etappe nach einer längeren Flucht im Zweiersprint vor seinem letzten Begleiter José Joaquín Rojas und die 13. Etappe sowie die abschließende 21. Etappe wiederum im Massensprint. Trotz dieser vier Tagessiege wurde er in der Punktewertung knapp vom Gesamtsieger der Rundfahrt Chris Froome geschlagen, der am Schlusstag mitsprintete, um sein Grünes Trikot zu verteidigen. Nach seinem Sieg beim Grote Prijs Impanis-Van Petegem wurde er bei den anschließenden Weltmeisterschaften Vierter im Sprint des Straßenrennens. Zum Abschluss der Saison gewann er im Dreiersprint zum zweiten Mal nach 2015 den Klassiker Paris-Tours. Er wechselte nach 6 Jahren bei Quick-Step Floors zur australischen Mannschaft Mitchelton-Scott.
2018 gewann Trentin bei den Europameisterschaften in Glasgow im Sprint aus einer sechsköpfigen Gruppe heraus vor Wout van Aert und Mathieu van der Poel das Straßenrennen.
In der Saison 2019 gewann Trentin als Solist die 17. Etappe der Tour de France, nachdem er sich 14 Kilometer vor dem Ziel vom Rest einer ursprünglich 34-köpfigen Spitzengruppe abgesetzt hatte. Im Straßenrennen der Weltmeisterschaft 2019 wurde er im Sprint einer dreiköpfigen Spitzengruppe nur von Mads Pedersen geschlagen.
Zur Saison 2021 wechselte Trentin zum UAE Team Emirates. Mit Siegen bei der Trofeo Matteotti 2021 und Le Samyn 2022 fügte er seinem Palmarès weitere Erfolge hinzu.

## Erfolge

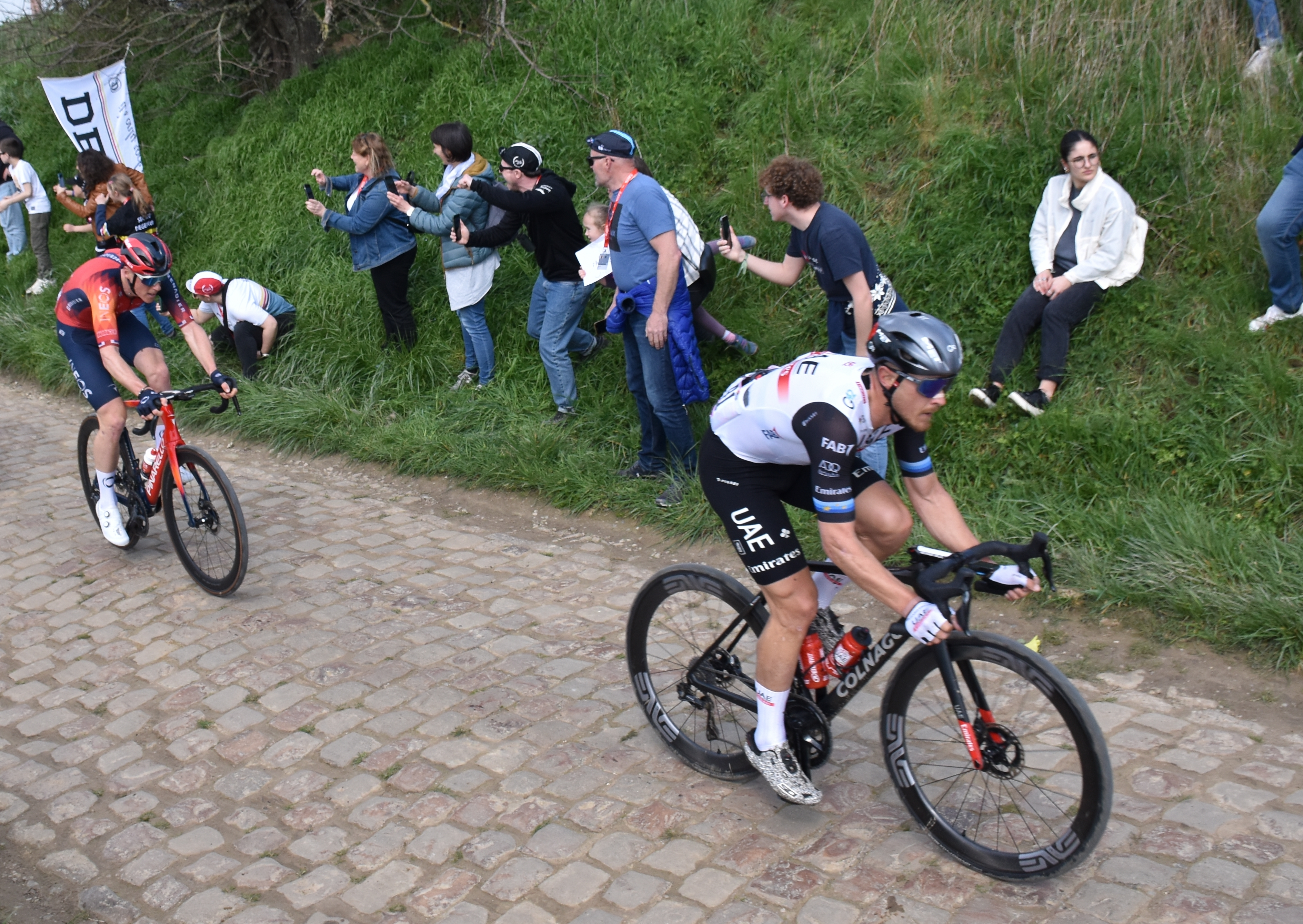
Paris-Roubaix 2023 – Pavé de Quiévy à Saint-Python – N° 141 Matteo Trentin

2007
- Italienischer Meister – Cross (Junioren)

2010
- eine Etappe Giro della Regione Friuli Venezia Giulia

2011
- Gran Premio della Liberazione
- Trofeo Alcide Degasperi
- Italienischer Meister – Straßenrennen (U23)

2013
- eine Etappe Tour de France

2014
- Mannschaftszeitfahren Tirreno–Adriatico
- eine Etappe Tour de Suisse
- eine Etappe Tour de France

2015
- zwei Etappen und Punktewertung Tour du Poitou-Charentes
- eine Etappe Tour of Britain
- Paris-Tours

2016
- eine Etappe Giro d’Italia
- eine Etappe und Punktewertung Tour de Wallonie
- eine Etappe und Punktewertung Tour de l’Ain

2017
- eine Etappe Burgos-Rundfahrt
- vier Etappen Vuelta a España
- Grote Prijs Impanis-Van Petegem
- Paris-Tours

2018
- Europameister – Straßenrennen
- Gesamtwertung und Hammer Sprint Hammer Hongkong
- eine Etappe Tour of Guangxi

2019
- eine Etappe Volta a la Comunitat Valenciana
- zwei Etappen Ruta del Sol
- eine Etappe Tour de France
- eine Etappe und Punktewertung Tour of Britain
- Trofeo Matteotti
- Weltmeisterschaft – Straßenrennen

2021
- Trofeo Matteotti

2022
- Le Samyn
- eine Etappe Luxemburg-Rundfahrt

## Wichtige Platzierungen
| Grand Tour            | 2011 | 2012 | 2013 | 2014 | 2015 | 2016 | 2017 | 2018 | 2019 | 2020 | 2021 | 2022 | 2023 | 2024 | 2025 |
| --------------------- | ---- | ---- | ---- | ---- | ---- | ---- | ---- | ---- | ---- | ---- | ---- | ---- | ---- | ---- | ---- |
| Giro d’ItaliaGiro     | –    | –    | 118  | –    | –    | 74   | –    | –    | –    | –    | –    | –    | –    | 82   | –    |
| Tour de FranceTour    | –    | –    | 142  | 93   | 117  | –    | DNF  | –    | 52   | 79   | –    | –    | 107  | –    | 99   |
| Vuelta a EspañaVuelta | –    | –    | –    | –    | –    | –    | 84   | 125  | –    | –    | 80   | –    | –    | –    |      |

| Weltmeisterschaft        | 2011 | 2012 | 2013 | 2014 | 2015 | 2016 | 2017 | 2018 | 2019 | 2020 | 2021 | 2022 | 2023 | 2024 | 2025 |
| ------------------------ | ---- | ---- | ---- | ---- | ---- | ---- | ---- | ---- | ---- | ---- | ---- | ---- | ---- | ---- | ---- |
| StraßenrennenStraße      | –    | 120  | –    | –    | 34   | DNF  | 4    | –    | 2    | –    | DNF  | 5    | –    | –    |      |
| EinzelzeitfahrenEZF      | –    | –    | –    | –    | –    | –    | –    | –    | –    | –    | –    | –    | –    | –    |      |
| MannschaftszeitfahrenMZF | –    | –    | –    | –    | –    | –    | –    | 5    | –    | –    | –    | –    | –    | –    |      |

| Monument                 | 2011 | 2012 | 2013 | 2014 | 2015 | 2016 | 2017 | 2018 | 2019 | 2020 | 2021 | 2022 | 2023 | 2024 | 2025 |
| ------------------------ | ---- | ---- | ---- | ---- | ---- | ---- | ---- | ---- | ---- | ---- | ---- | ---- | ---- | ---- | ---- |
| Mailand–Sanremo          | –    | DNF  | –    | DNF  | –    | 10   | 55   | 37   | 10   | DNF  | 12   | –    | 19   | 21   | 9    |
| Flandern-Rundfahrt       | –    | DNF  | –    | 58   | 88   | 34   | 13   | 45   | 21   | 62   | 57   | 34   | 10   | 19   |      |
| Paris–Roubaix            | –    | DNF  | –    | 95   | 51   | 36   | 88   | DNF  | 43   | –    | DNF  | 43   | 19   | –    |      |
| Lüttich–Bastogne–Lüttich | –    | –    | –    | –    | –    | –    | –    | –    | –    | –    | –    | –    | –    | –    |      |
| Lombardei-Rundfahrt      | DNF  | –    | –    | –    | DNF  | –    | –    | –    | DNF  | –    | –    | –    | –    | –    |      |